# (22064) Angelalewis
(22064) Angelalewis (2000 AQ99) – planetoida z pasa głównego asteroid okrążająca Słońce w ciągu 4,5 lat w średniej odległości 2,72 j.a. Odkryta 5 stycznia 2000 roku.